# مجله مطالعات قرآنی
مجلهٔ مطالعات قرآنی (به انگلیسی: Journal of Qur'anic Studies) نشریه‌ای آکادمیک و داوری همتا است که به دو زبان انگلیسی و عربی توسط انتشارات دانشگاه ادینبرو منتشر می‌شود.